# شمشك
شمشك (بالفارسية: شمشک) هي مدينة تقع في إيران في Rudbar-e Qasran District. يقدر عدد سكانها بـ 2,383 نسمة .